# Johan Olof Arbman
Johan Olof Arbman, född 25 september 1780 i Hamrånge församling, död 30 maj 1830 i Offerdals församling, var en svensk präst.

## Biografi
Johan Olof Arbman föddes 1780 på Vifors bruk i Hamrånge församling. Han var son till inspektoren Per Arbman och Cajsa Lena Ekeberg. Arbman blev vid tre års ålder fosterson hos farbrodern, inspektoren Matthias Arbman på Axmars. Han blev 1800 student vid Uppsala universitet och prästvigdes 6 juli 1805 till pastorsadjunkt i Tuna församling. Arbman blev 10 december 1817 kyrkoherde i Undersåkers församling, tillträdde 1 maj 1818 och blev i februari 1820 kyrkoherde i Offerdals församling med tillträde 1821.

### Familj
Arbman gifte sig 2 oktober 1808 i Tuna församling med Sophia Johanna Dillner, som var dotter till kyrkoherden Eric Johan Dillner. De fick tillsammans barnen Johan Teodor Arbman (född 1809), Katarina Sofia Arbman (1811–1815), Louisa Augusta Arbman (1813–1835), Hilda Gustava Arbman (född 1814) som var gift med bruksbyggmästaren Per Christian Dahlberg på Matfors, Erik Emanuel Arbman (1817–1890), kyrkoherden Ernst Arbman (1818–1896) i Sunne församling, Sofia Elisabet Arbman (född 1820) som var gift med inspektoren Lars Frykholm på Matfors och apotekaren Gottfrid Arbman (1822–1889) i Köping.